# وادي قتيد (لودر)

تعديل مصدري - تعديل

وادي قتيد هي إحدى قرى عزلة زارة بمديرية لودر التابعة لمحافظة أبين، بلغ تعداد سكانها 67 نسمة حسب تعداد اليمن لعام 2004.